# فربيون محمر
الفربيون المحمر (باللاتينية: Euphorbia erubescens) نوع نباتي يتبع جنس الفربيون من الفصيلة اللبنية.

## الموئل والانتشار
ينتشر في بلاد الشام وتركيا.

## مرادفات للاسم العلمي
- (باللاتينية: Euphorbia macrostegia Boiss., nom. illeg.)
- (باللاتينية: Tithymalus erubescens (Boiss.) Klotzsch & Garcke)
- (باللاتينية: Tithymalus macrostegius Soják)
- (باللاتينية: Tithymalus meyeri Klotzsch & Garcke)
- (باللاتينية: Euphorbia macrostegia var. pauciradiata Bornm.)